# Klishchiivka
Klishchiivka (em ucraniano: Кліщіївка; em russo: Клещиевка) é uma vila no Raion (distrito) de Bakhmut, no Oblast de Donetsk, no leste da Ucrânia, situada a cerca de 57,61 quilômetros (35,80 milhas) ao nordeste do centro da cidade de Donetsk, a aproximadamente 7,91 quilômetros (4,92 milhas) ao sudoeste de Bakhmut. Pertence à hromada urbana de Bakhmut, uma das hromadas da Ucrânia.
A vila foi tomada pelas forças russas como parte da Batalha de Bakhmut em 19 de janeiro de 2023, durante a invasão da Ucrânia pela Rússia. Em julho de 2023, as lutas entre as partes em conflito ainda estavam em andamento.
Em 17 de setembro de 2023, após quase oito meses de intensos combates, foi anunciado que tropas do Exército da Ucrânia e das Forças de Assalto Aéreo libertaram por completo a cidade de Klishchiivka, expulsando os russos da região.
Em 22 de Maio de 2024, o exército russo recapturou  Klishchiivka, que as forças de Kiev haviam recuperado em setembro de 2023, em sua contraofensiva mal-sucedida, fazendo os ucranianos recuar para o canal seversky donets, a oeste de Klishchiivka.